# Madison Square Garden (1890)
El segundo Madison Square Garden fue un edificio multiusos de estilo historicista que estuvo en Nueva York, Estados Unidos. Fue el segundo con ese nombre y el segundo ubicado entre la calle 26 y Madison Avenue en Manhattan. Construido en 1890 y cerrado en 1925, fue el campo anfitrión de numerosos eventos, incluyendo eventos deportivos, música orquestal, óperas ligeras y comedias románticas, los circos de P. T. Barnum y de los Ringling Brothers, y la Convención Nacional Demócrata de 1924, de la que salió elegido John W. Davis.
Tenía una torre similar a la Giralda de Sevilla, España, coronada por una estatua de Diana de Augustus Saint-Gaudens.
Fue reemplazado por el tercer Madison Square Garden, el primero que se ubicó fuera de Madison Square.

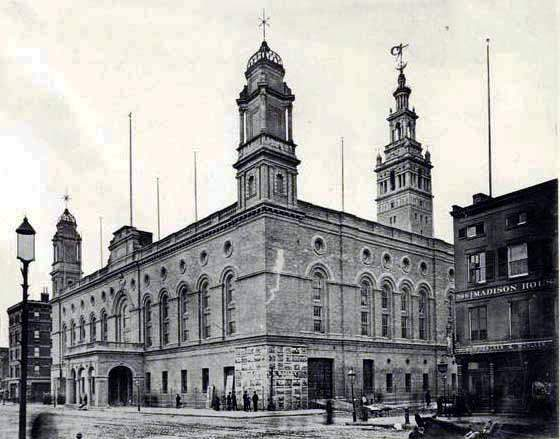
Madison Square Garden II

## Historia
El Madison Square Garden II, como se le ha dado a conocer, retrospectivamente, fue diseñado por el arquitecto Stanford White, quien mantuvo un apartamento allí. El 25 de junio de 1906, White fue asesinado en el restaurante de la azotea del Garden por el millonario Harry Kendall Thaw, por una relación que White mantuvo con la esposa de Kendall, la conocida actriz Evelyn Nesbit, a la que White sedujo cuando ella tenía 16 años. El proceso contra Thaw fue calificado como Juicio del Siglo.
El nuevo edificio, que sustituyó a una estructura anticuada al aire libre, y que anteriormente había sido estación de pasajeros del ferrocarril, fue construido por un consorcio que incluía a J. P. Morgan, Andrew Carnegie, P. T. Barnum, Darío Mills, James Stillman y W. W. Astor. White propuso una estructura estilo Beaux-Arts, con un toque árabe, incluyendo una torre inspirada en la Giralda, el campanario de la Catedral de Sevilla. Esta torre tenía 32 pisos. Cuando se construyó, en 1890, era el segundo edificio más alto de la ciudad, con 92,66 m. Con el añadido de la estatua de Diana en 1891 pasó a ser el más alto.  La sala principal, que era la más grande del mundo, medía 61 por 110 metros, con capacidad permanente para albergar a 8.000 personas sentadas, además de permitir permanecer de pie a miles de personas más. Tenía una sala de conciertos con una capacidad de 1.500, el mayor restaurante de la ciudad y un jardín en la azotea. El coste final de la construcción, que el New York Times llamó "una de las grandes instituciones de la ciudad, junto con Central Park y el puente de Brooklyn" fue de 3 millones de dólares.
A la apertura del nuevo espacio asistieron más de 17.000 personas, que pagaron hasta 50 dólares por entrada, incluyendo a J.P. Morgan, los Pierpont, los Whitney y el general William Tecumseh Sherman.
En lo más alto de la torre del Garden se colocó en 1891 una estatua de Diana, diseñada por el escultor Augustus Saint-Gaudens, lo que causó que el Madison Square Park para a ser conocido como el "pequeño parque arbolado de Diana". La estatua de bronce original tenía 5,5 metros de altura y pesaba 820 kg.. Pronto, Saint-Gaudens y White pensaron que era demasiado grande. Finalmente fue retirada y colocada en la parte superior de un edificio en la Exposición Mundial Colombina de Chicago de 1893, pero la mitad inferior fue destruida por un incendio después de la clausura de la Exposición, y la mitad superior se perdió. En 1893, una versión hueca de la estatua, de 4 metros de altura y hecha de cobre dorado, sustituyó a la original. Esta se encuentra actualmente en el Museo de Arte de Filadelfia, Existen varias copias de la segunda versión de Diana: una de ellas se encuentra en el Museo Metropolitano de Arte de Manhattan. En 2019 se instaló una réplica de bronce de esta estatua, realizada por Ricardo Suárez, en el Muelle de Nueva York de Sevilla.

### Primera versión de Diana

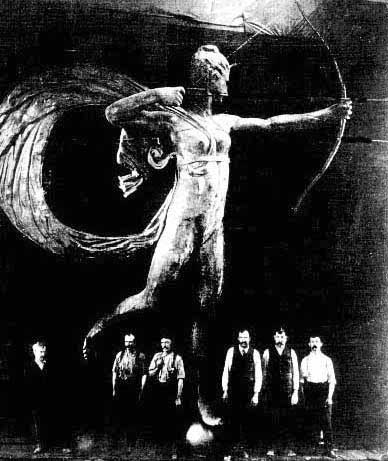
Diana en la fundición de la W. H. Mullins Manufacturing Company, Salem, Ohio, 1891.
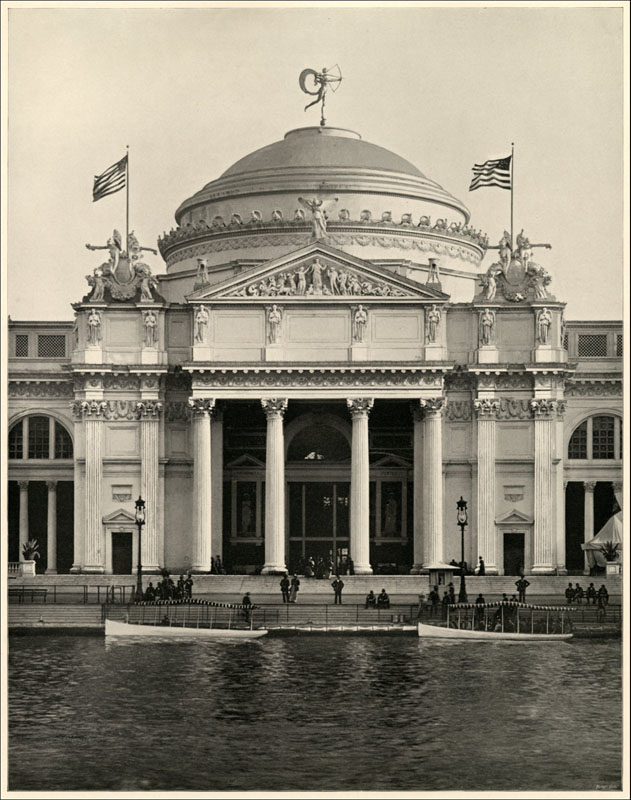
Diana en la parte superior del Edificio Agrícola de la Exposición Mundial Colombina de Chicago, 1893

### Segunda versión de Diana

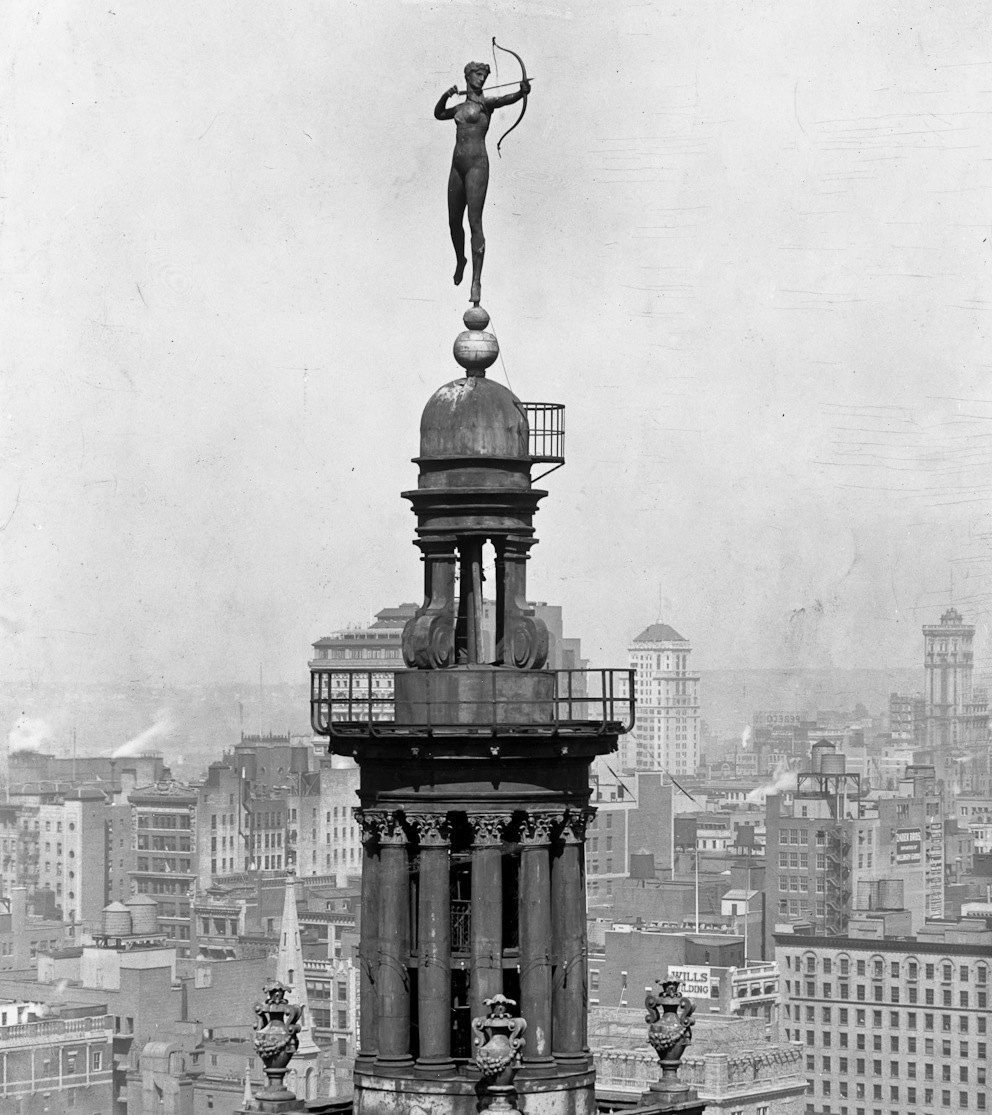
Diana sobre la Giralda de Nueva York hacia 1905
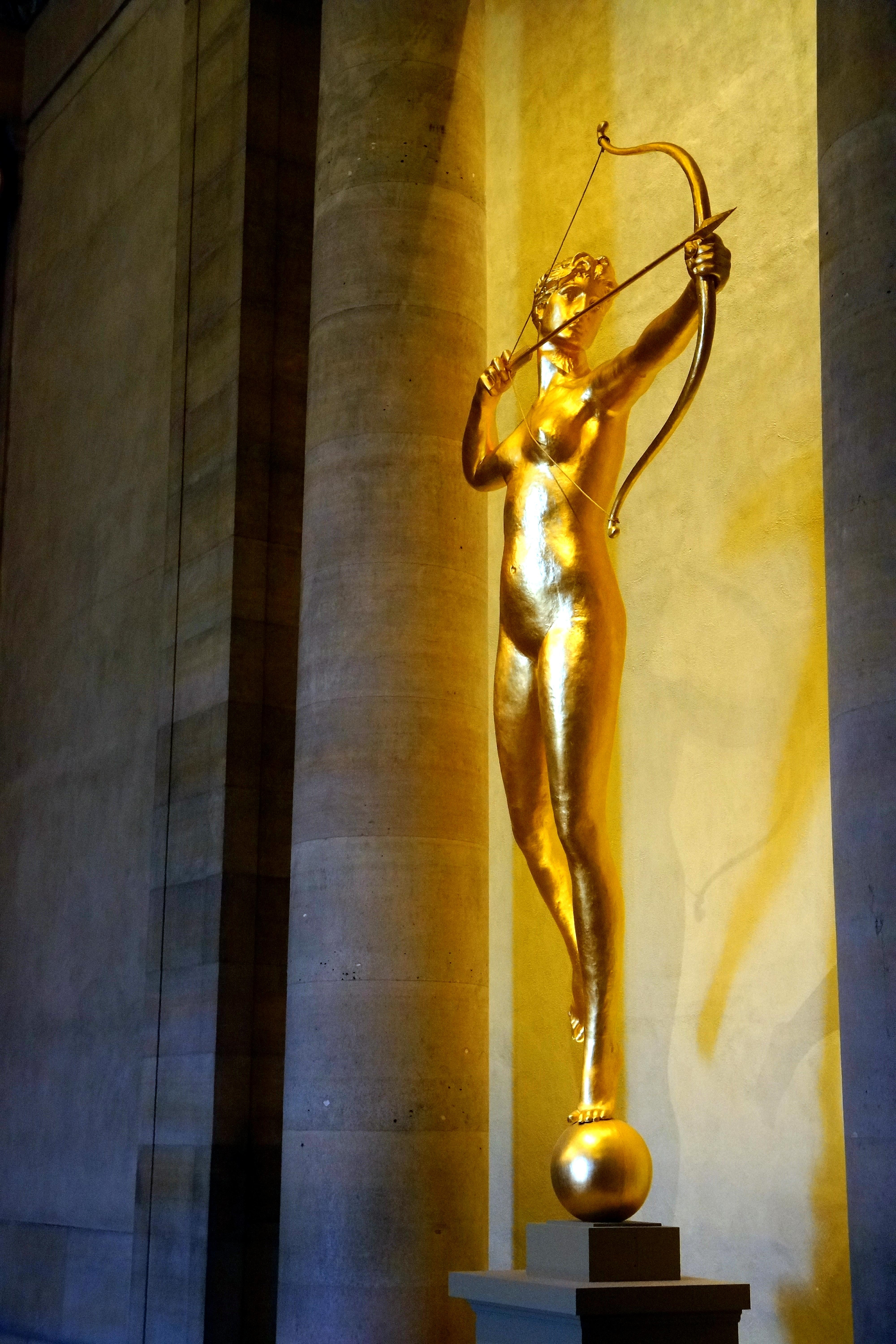
Diana en el Museo de Arte de Filadelfia
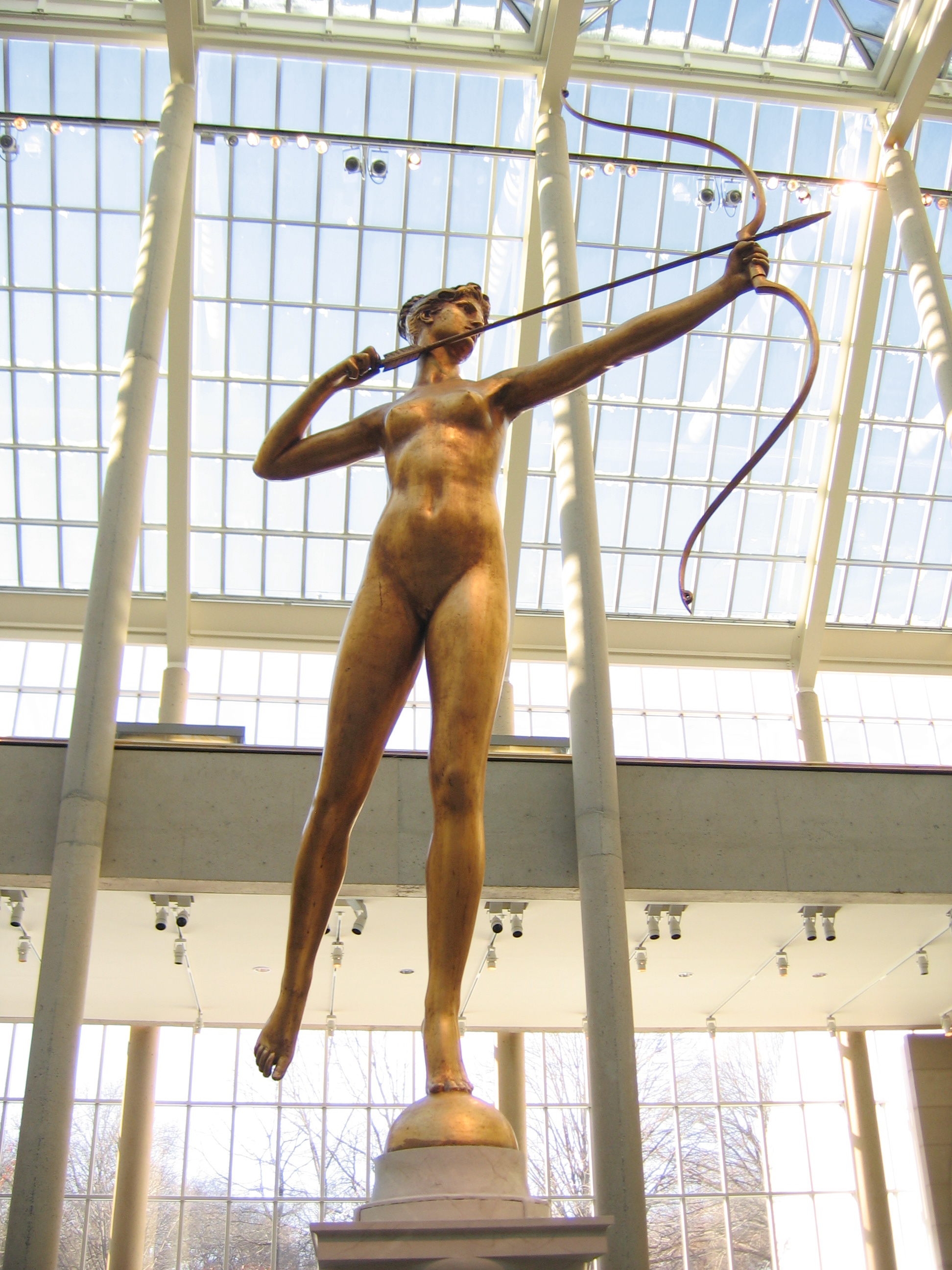
Réplica de Diana en el Museo Metropolitano de Arte de Nueva York
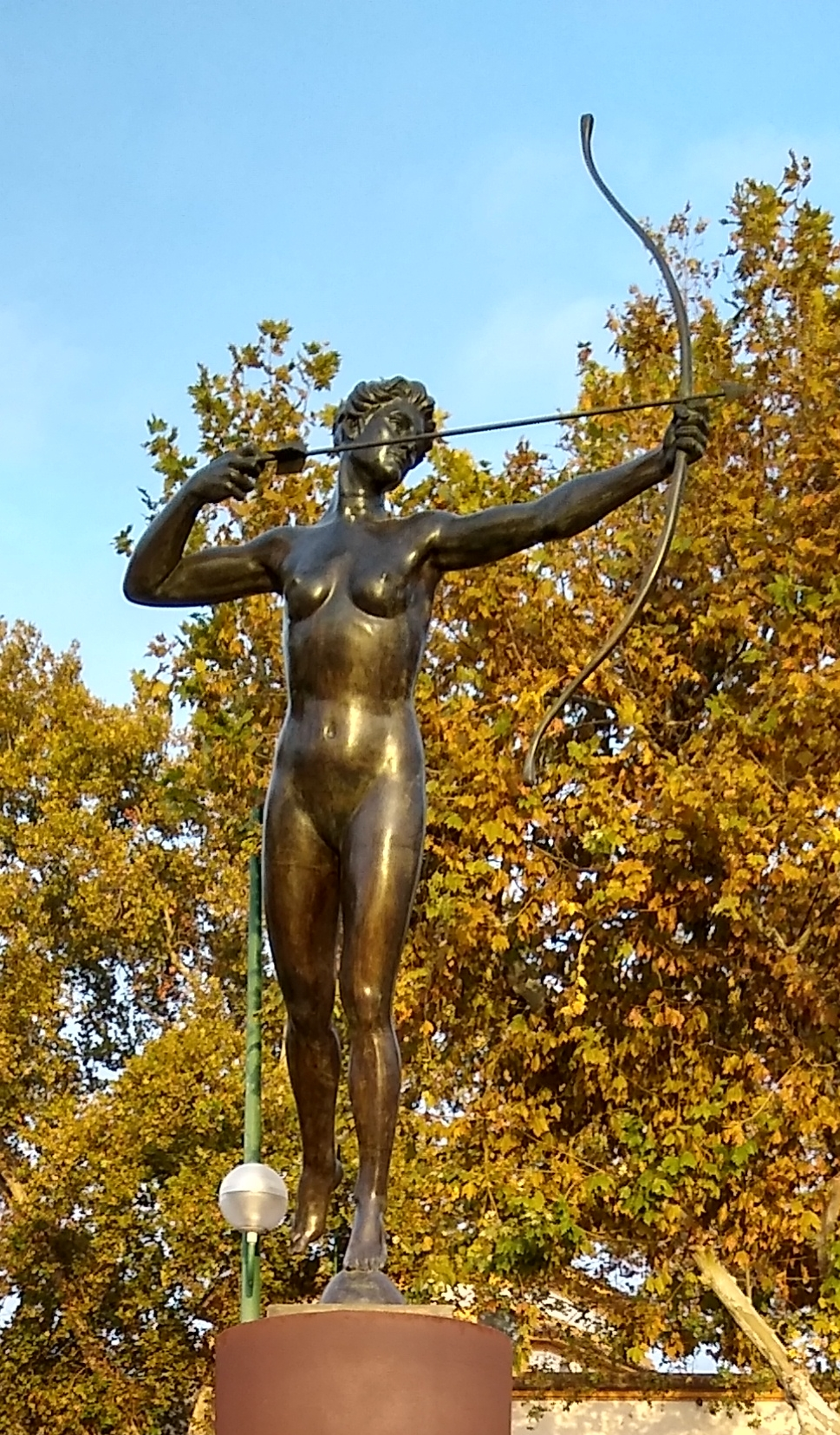
Réplica de Diana en el Muelle de Nueva York de Sevilla

## Deportes
En 1902 y 1903, el Garden acogió las Series Mundiales de Fútbol Americano, que fueron los primeros juegos de fútbol americano profesional en sala. El evento de 1902 involucró a cinco equipos. Los equipos Knickerbocker Athletic Club, "New York team", Syracuse Athletic Club y Warslow Athletic Club representaron al Estado de Nueva York. Mientras tanto, el Orange Athletic Club representó a Nueva Jersey. El ganador final de las series fue el Syracuse Athletic Club. El evento regresó al Garden en 1903 por segunda y última vez. En 1903 estuvieron los equipos Knickerbocker Athletic Club, Olympic Athletic Club, Oreos Athletic Club and Watertown Red & Black representando al Estado de Nueva York. Mientras, el Orange Athletic Club representó a Nueva Jersey y el Franklin Athletic Club representó a la Pensilvania occidental. El Franklin Athletic Club pasaría a reclamar el título final del evento.
El 8 de enero de 1909, Matthew Maloney terminó por delante de James Crowley y Sidney Hatch en un maratón bajo techo ante 5.000 espectadores que "vitorearon salvajemente" en el Garden. Se informó que Maloney estableció un nuevo récord en interiores para el evento (2:54:45.4).
Los Juegos Millrose de atletismo tuvieron lugar aquí a partir de 1914.
El Garden continuó albergando la exhibición canina anual de The Westminster Kennel Club. Este campeonato es el segundo evento deportivo de Estados Unidos de mayor duración (solo detrás del Derby de Kentucky).
El boxeo tiene una larga historia en el Madison Square Garden. Entre los muchos eventos que se llevaron a cabo en este Garden hubo una serie de importantes enfrentamientos de boxeo. Una pelea entre el campeón defensor de peso pesado Jess Willard y el retador Frank Moran el 25 de marzo de 1916 recaudó $ 152,000, la mayor recaudación de Garden hasta esa fecha. Además, Jack Dempsey derrotó por knockout a Bill Brennan en el duodécimo asalto el 14 de diciembre de 1920.
La lucha libre profesional también se llevó a cabo con éxito en el lugar. El Campeonato Mundial de Peso Pesado se deriva de la victoria de George Hackenschmidt en dos caídas consecutivas en el Garden sobre Tom Jenkins el 4 de mayo de 1905. Joe Stecher volvió a ganar el campeonato cuando derrotó a Earl Caddock en el lugar el 30 de enero de 1920, el primer combate de lucha libre profesional estadounidense que se conserva filmado. El lugar también acogió los siguientes dos cambios de título, la victoria de Ed "Strangler" Lewis sobre Stecher el 13 de diciembre de 1920, y su posterior pérdida del campeonato ante Stanislaus Zbyszko el 6 de mayo de 1921.
Desde 1899 hasta su demolición, el Madison Square Garden fue sede de los Seis Días de Nueva York, un evento anual de carreras de ciclismo en pista de seis días de duración.

## Demolición
A pesar de su importancia en la escena cultural de Nueva York en el siglo XX, el Madison Square Garden II no fue más que un éxito financiero al igual que el Garden original, y la New York Life Insurance Company, que tenía la hipoteca sobre el mismo, decidió demolerlo para abrir allí una nueva sede, que se convertiría en el New York Life Insurance Building diseñado por Cass Gilbert. La construcción del nuevo edificio comenzó en 1926, y se terminó en 1928.

## En la cultura popular
- La película de 1924 de Anita Steward, titulada «Great White Way».[8]
- La película de 1932 «Madison Square Garden», protagonizada por Jack Oakie, Zasu Pitts y William Boyd, que luego encontraría la fama como "Hopalong Cassidy".[8]
- La película de 1936 «Rhythm on the Range» protagonizada por Bing Crosby, Frances Farmer y Bob Burns.
- La novela de 1975 y la película de 1981 «Ragtime» tienen el segundo Garden como lugar clave.

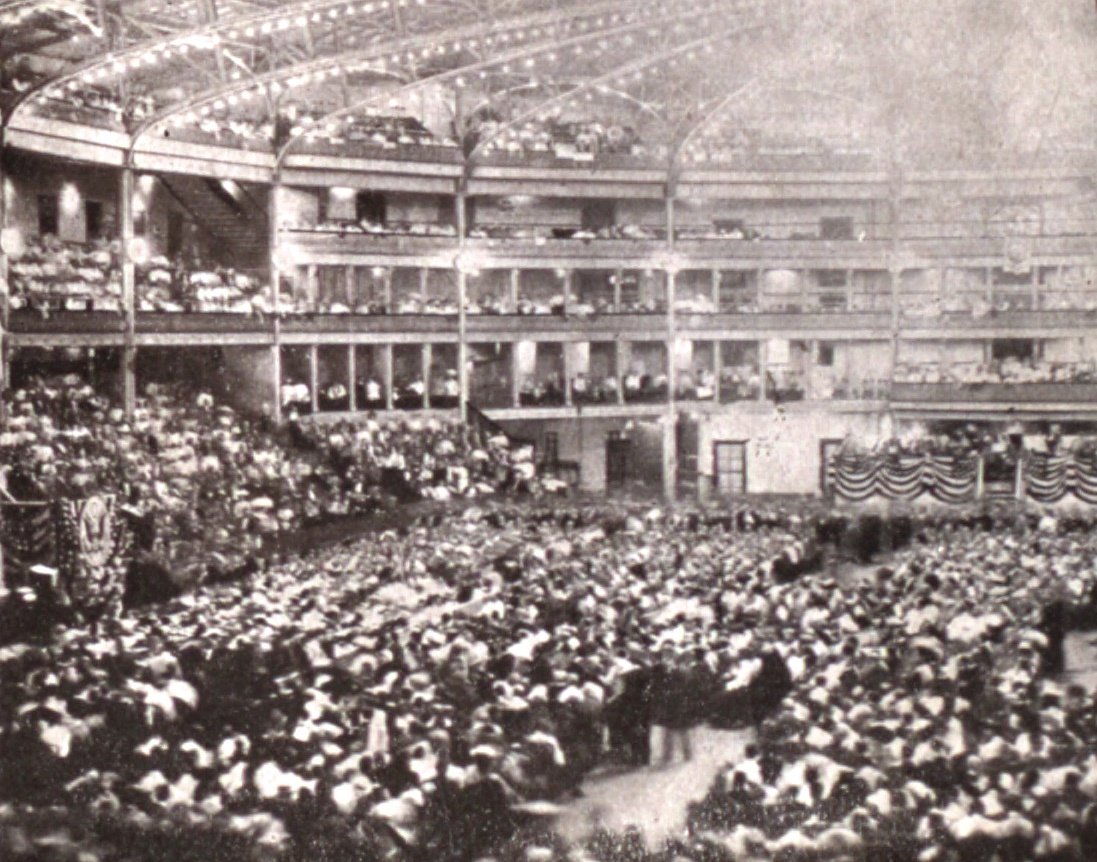
El interior del Madison Square Garden II, de noche, alrededor de 1905